# Ungarische Inlinehockeynationalmannschaft
Die ungarische Inlinehockeynationalmannschaft repräsentiert den Ungarischen Verband auf internationaler Ebene, wie bei der IIHF Inlinehockey-Weltmeisterschaft.
Zuletzt spielten die Ungarn bei der IIHF Weltmeisterschaft in der sogenannten Division I, in der sie es bereits 2006 im eigenen Land ins Finale geschafft haben. Jedoch unterlagen sie dort Großbritannien knapp mit 6:5.

## Aktueller Kader
Kader bei der IIHF Inlinehockey-Weltmeisterschaft 2017 vom 25. Juni bis 1. Juli in Bratislava:
- Torhüter
  - (28) Dávid Duschek
  - (39) Máté Garbacz

- Verteidiger
  - (6) Balázs Kukucska
  - (12) Tamás Lencsés
  - (87) Márton Mach
  - (68) Árpád Németh
  - (57) Attila Orbán
  - (95) Márk Pozsár

- Stürmer
  - (4) Arnold Feil
  - (17) Norbert Fekecs
  - (22) Vilmos Galló
  - (8) Ákos Kiss
  - (77) Imre Peterdi
  - (88) Attila Rafaj
  - (91) Dávid Szappanos

## Trainerstab
- Trainer:  Attila Hoffmann
- Assistenztrainer:  Imre Peterdi
- Manager:  Gábor Pap
- Betreuer:  Adam Marczi
- Betreuer:  Sándor Illés
- Physiotherapeut:  Balázs László